# Podnoszenie ciężarów na Letnich Igrzyskach Olimpijskich 1988 – waga superciężka mężczyzn
Rywalizacja w wadze ponad 110 kg mężczyzn w podnoszeniu ciężarów na Letnich Igrzyskach Olimpijskich 1988 odbyła się 29 września 1988 roku w hali Ol-lim-pik Gong-won. W rywalizacji wystartowało 17 zawodników z 13 krajów. Tytułu sprzed czterech lat nie obronił Australijczyk Dean Lukin, który tym razem nie startował. Nowym mistrzem olimpijskim został Alaksandr Kurłowicz z ZSRR, srebrny medal wywalczył Manfred Nerlinger z RFN, a trzecie miejsce zajął jego rodak - Martin Zawieja.

## Wyniki
| Pozycja | Zawodnik             | Reprezentacja     | Waga   | Rwanie | Rwanie | Rwanie | Podrzut | Podrzut | Podrzut | Wynik |
| Pozycja | Zawodnik             | Reprezentacja     | Waga   | 1      | 2      | 3      | 1       | 2       | 3       | Wynik |
| ------- | -------------------- | ----------------- | ------ | ------ | ------ | ------ | ------- | ------- | ------- | ----- |
| 1. !    | Alaksandr Kurłowicz  | ZSRR              | 132,20 | 202,5  | 207,5  | 212,5  | 245,0   | 250,0   | 250,0   | 462,5 |
| 2. !    | Manfred Nerlinger    | RFN               | 149,80 | 190,0  | 190,0  | 195,0  | 240,0   | 266,0   | 266,0   | 430,0 |
| 3. !    | Martin Zawieja       | RFN               | 127,55 | 182,5  | 187,5  | 190,0  | 220,0   | 227,5   | 232,5   | 415,0 |
| 4       | Mario Martinez       | Stany Zjednoczone | 139,45 | 175,0  | 175,0  | 182,5  | 217,5   | 232,5   | 242,5   | 407,5 |
| 5       | Petr Hudeček         | Czechosłowacja    | 128,60 | 175,0  | 180,0  | 180,0  | 210,0   | 217,5   | 225,0   | 400,0 |
| 6       | Reda El-Batoty       | Egipt             | 120,15 | 170,0  | 170,0  | 175,0  | 200,0   | 210,0   | 217,5   | 392,5 |
| 7       | Charles Garzarella   | Australia         | 148,10 | 155,0  | 160,0  | 162,5  | 200,0   | 205,0   | 207,5   | 370,0 |
| 8       | Pawlos Saltsidis     | Grecja            | 112,55 | 155,0  | 160,0  | 165,0  | 200,0   | 200,0   | 207,5   | 367,5 |
| 9       | Matthew Vine         | Wielka Brytania   | 117,00 | 150,0  | 155,0  | 157,5  | 195,0   | 205,0   | 205,0   | 352,5 |
| 10      | John Bergman         | Stany Zjednoczone | 132,80 | 155,0  | 162,5  | 167,5  | 185,0   | 192,5   | 192,5   | 352,5 |
| 11      | Calvin Stamp         | Jamajka           | 119,20 | 145,0  | 150,0  | 150,0  | 185,0   | 192,5   | 195,0   | 345,0 |
| 12      | Adhan Mohamed        | Egipt             | 120,85 | 152,5  | 160,0  | 160,0  | 190,0   | 190,0   | 200,0   | 342,5 |
| 13      | José Miguel Guzman   | Dominikana        | 124,50 | 142,5  | 147,5  | —      | 190,0   | 195,0   | 195,0   | 332,5 |
| 14      | Dieudonné Takou      | Kamerun           | 111,65 | 140,0  | 150,0  | 150,0  | 190,0   | 190,0   | 195,0   | 330,0 |
| 15      | Rolando Marchinares  | Peru              | 127,80 | 142,5  | 150,0  | 150,0  | 182,5   | 192,5   | 192,5   | 325,0 |
| —       | Gilbert Ojadi Aduche | Nigeria           | 119,45 | 160,0  | 160,0  | 165,0  | —       | —       | —       | —     |
| —       | Jiri Zubricky        | Czechosłowacja    | 164,95 | 185,0  | 185,0  | 185,0  | —       | —       | —       | —     |
| —       | Joanis Tsindtsaris   | Grecja            | 131,55 |        |        |        |         |         |         | DNS   |